# Валенсія (округ, Нью-Мексико)
Шаблон:StateAbbr_ 34°43′ пн. ш. 106°48′ зх. д. / 34.72° пн. ш. 106.8° зх. д.
Округ  Валенсія (англ. Valencia County) — округ (графство) у штаті  Нью-Мексико, США. Ідентифікатор округу 35061.

## Історія
Округ утворений 1852 року.

## Демографія
За даними перепису 
2000 року 
загальне населення округу становило 66152 осіб, зокрема міського населення було 53301, а сільського — 12851.
Серед мешканців округу чоловіків було 33186, а жінок — 32966. В окрузі було 22681 домогосподарство, 17340 родин, які мешкали в 24643 будинках.
Середній розмір родини становив 3,25.
Віковий розподіл населення поданий у таблиці:
| Стать    | До 15 років | 15-21 | 22-29 | 30-39 | 40-49 | 50-65 | 65-85 | Понад 85 |
| -------- | ----------- | ----- | ----- | ----- | ----- | ----- | ----- | -------- |
| Чоловіки | 8485        | 3445  | 3137  | 5191  | 5008  | 4863  | 2848  | 209      |
| Жінки    | 8109        | 3253  | 3028  | 5062  | 4943  | 4905  | 3238  | 428      |

## Суміжні округи
- Берналільйо — північ
- Торренс — схід
- Сокорро — південь
- Сібола — захід

## Виноски
1. ↑  U.S. Decennial Census. United States Census Bureau. Архів оригіналу за 19 липня 2018. Процитовано 2 січня 2015.
2. ↑  Historical Census Browser. University of Virginia Library. Архів оригіналу за 11 серпня 2012. Процитовано 2 січня 2015.
3. ↑  Population of Counties by Decennial Census: 1900 to 1990. United States Census Bureau. Архів оригіналу за 16 квітня 2015. Процитовано 2 січня 2015.
4. ↑  Census 2000 PHC-T-4. Ranking Tables for Counties: 1990 and 2000 (PDF). United States Census Bureau. Архів оригіналу (PDF) за 18 грудня 2014. Процитовано 2 січня 2015.
5. ↑  State & County QuickFacts. United States Census Bureau. Архів оригіналу за 22 липня 2011. Процитовано 30 вересня 2013.(англ.) Наведено за англійською вікіпедією.
6. ↑  American FactFinder. Бюро перепису населення США. Архів оригіналу за 26 лютого 2012. Процитовано 31 січня 2008.

| США | Це незавершена стаття з географії США. Ви можете допомогти проєкту, виправивши або дописавши її. |